# Quercus hartwissiana
Quercus hartwissiana är en bokväxtart som beskrevs av Christian von Steven. Quercus hartwissiana ingår i släktet ekar, och familjen bokväxter. Inga underarter finns listade.

## Bildgalleri

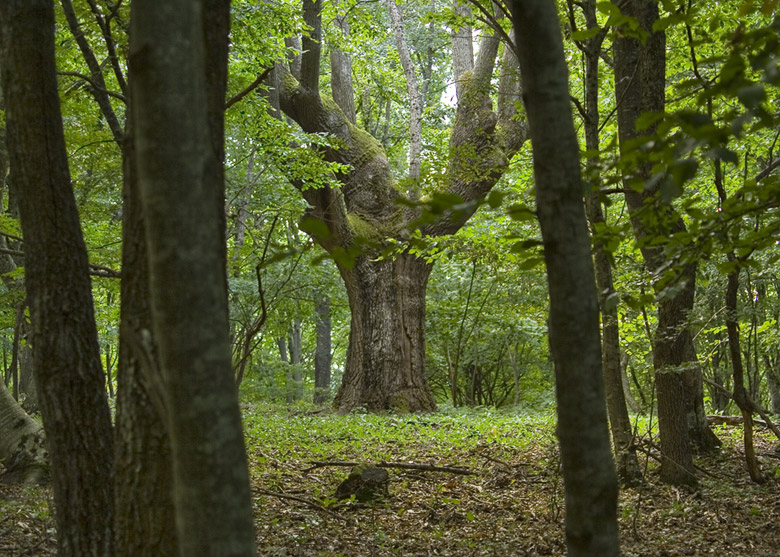
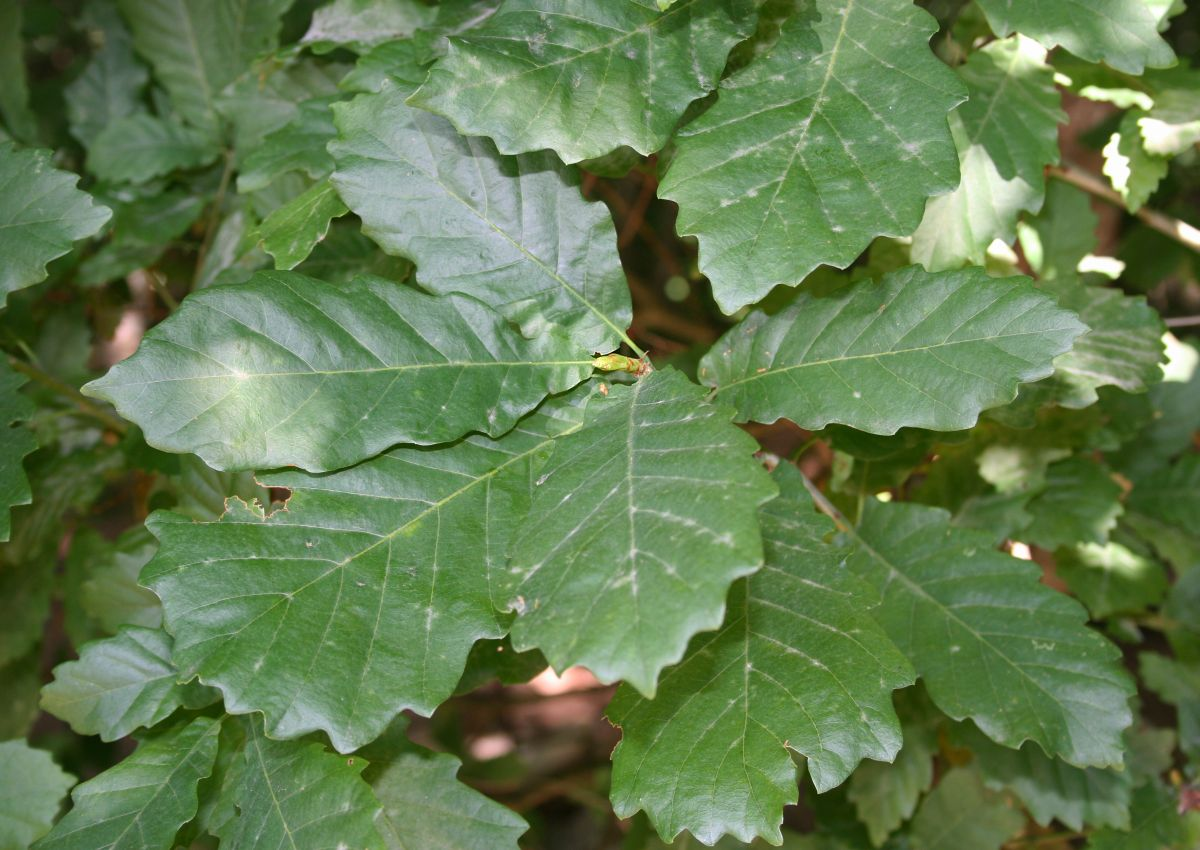
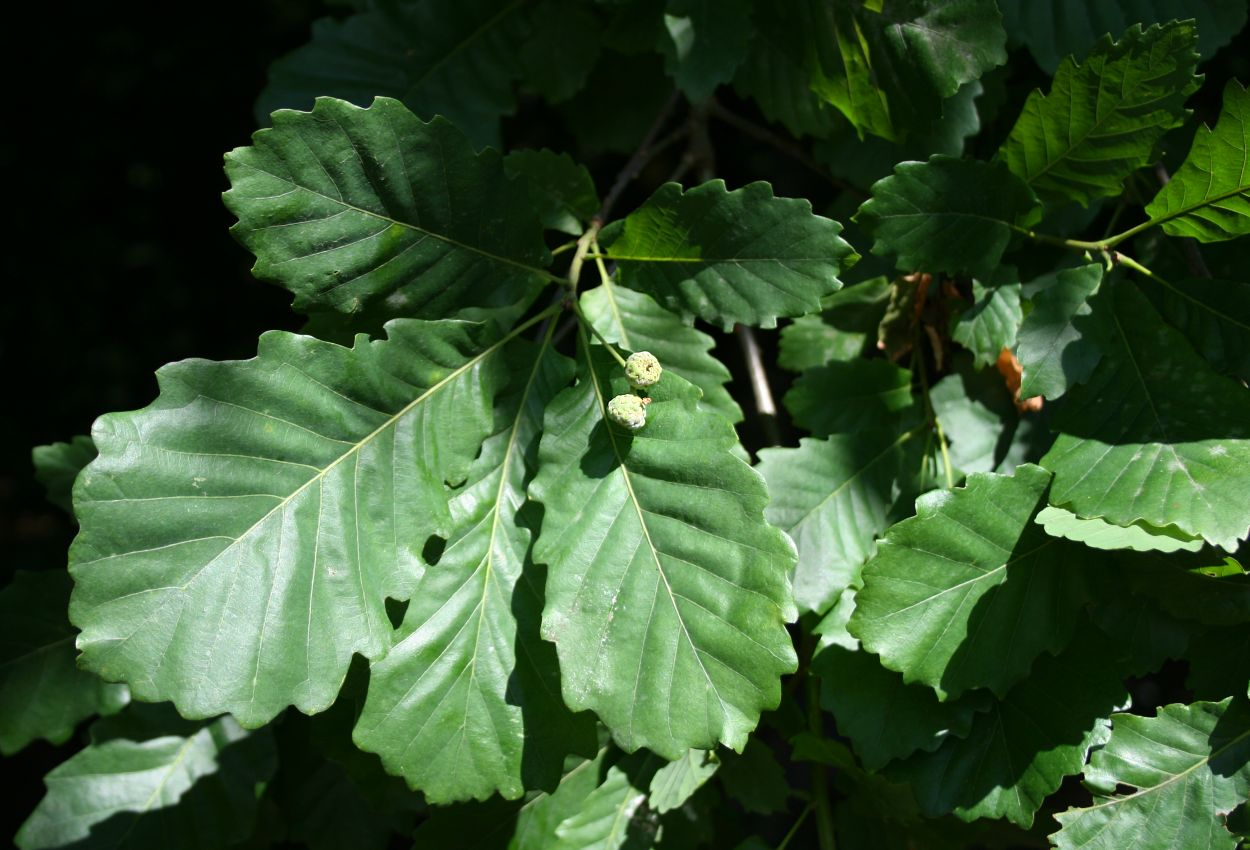